# Кедровый (Омская область)
Кедровый — упразднённый посёлок в Тарском районе Омской области России. Входил в состав Имшегальского сельского поселения. Упразднен в 2009 г.

## География
Находился на ручье Ерик (приток реки Шиш), в 5 км к северо-востоку от села Имшегал.

## Население
Согласно результатам переписи 2002 года в поселке проживало 15 человек, из которых русские составляли 73 %.